# Hecistopteris kaieteurensis
Hecistopteris kaieteurensis är en kantbräkenväxtart som beskrevs av Kelloff och Mckee. Hecistopteris kaieteurensis ingår i släktet Hecistopteris och familjen Pteridaceae. Inga underarter finns listade.